# Luis Foege
Luis Plymford Foege (* 2. Dezember 2001 in Haiti) ist ein deutscher Handballspieler. Er bekleidet die Position eines rechten Außenspielers, kann aber auch auf Rückraum rechts eingesetzt werden.

## Karriere
Foege begann bei der HSG Ostfildern mit dem Handballspielen. In der B-Jugend wechselte er zur Saison 2017/18 zum TVB 1898 Stuttgart. Er spielt mit der A-Jugend des TVB in der Jugend-Bundesliga und gab am 7. Februar 2019 sein Erstliga-Pflichtspieldebüt in der ersten Mannschaft im Spiel gegen die TSV Hannover-Burgdorf. Im Jahr 2021 lief er per Zweitspielrecht in der Aufstiegsrunde zur 2. Bundesliga für den TuS 04 Kaiserslautern-Dansenberg auf. In der Saison 2021/22 besitzt Foege ein Zweitspielrecht für den Drittligisten TSB Heilbronn-Horkheim. Ab der Saison 2022/23 spielte er für den Zweitligisten HSG Konstanz. Mit Konstanz stieg er 2023 in die 3. Liga ab und nach einer Saison direkt wieder auf. Im Sommer 2024 schloss er sich dem Drittligisten HC Oppenweiler/Backnang an. Mit Oppenweiler/Backnang stieg er 2025 in die 2. Bundesliga auf.
Mit der Handballmannschaft der Jahrgänge 2000 bis 2003 der Riegelhofschule Realschule Nellingen wurde Foege 2015 Baden-Württembergischer Meister der Schulen.
Im Jahre 2019 wurde er erstmals in die deutsche U-19-Nationalmannschaft berufen.

## Persönliches
Foege kam als Adoptivkind im Alter von neun Monaten aus Haiti nach Deutschland und wuchs in Ostfildern auf. Seine Mutter ist Deutsche, sein Vater ist Argentinier. Er absolviert eine Ausbildung am Berufskolleg der Johann-Friedrich-von-Cotta-Schule in Stuttgart.